# Schlacht von Ingavi
Die Schlacht von Ingavi fand am 18. November 1841 statt und sicherte die Unabhängigkeit Boliviens.
In der Nähe der Stadt Viacha kam es zur Schlacht zwischen dem 5.199 Mann starken peruanischen Invasionsheer und den 3.788 Mann zählenden bolivianischen Truppen.
Nachdem sich beide Heere in geschlossener Gefechtsformation auf der Hochebene östlich der Ortschaft Viacha aufgestellt hatten, trafen die Armeen frontal aufeinander. Der peruanische Oberbefehlshaber, General Gamarra befand sich in vorderster Front im Zentrum seiner Truppen. Nachdem er im Kampf tödlich verwundet worden war, brach die Moral der peruanischen Truppen zusammen und die bolivianischen Truppen gewannen rasch die Oberhand. Nach nur 50 Minuten endete die Schlacht mit einem Sieg Boliviens. 
Die Kriegsbeute betrug vier peruanische Fahnen, acht Geschütze, 3100 Gewehre, 290 Kavallerielanzen sowie den gesamten peruanischen Wagen-Fuhrpark. 24 höhere Offiziere, 150 Truppenoffiziere und 3200 Soldaten wurden gefangen genommen. Unter den Gefangenen befand sich auch der spätere peruanische Präsident Ramón Castilla. Dieser Sieg sicherte die Unabhängigkeit Boliviens. Neben dem Tod des peruanischen Oberbefehlshabers und der dadurch entstandenen Verwirrung war der stärkere Zusammenhalt und die bessere Ausbildung der bolivianischen Soldaten (viele waren Veteranen aus dem Heer von Marschall Santa Cruz) schlachtentscheidend.